# Мидија (Илиноис)
Мидија (енгл. Media) град је у америчкој савезној држави Илиноис.

## Демографија
По попису из 2010. године број становника је 107, што је 23 (-17,7%) становника мање него 2000. године.
| Група             | 2000.       | 2010.       |
| Белци             | 127 (97,7%) | 103 (96,3%) |
| Афроамериканци    | 0 (0,0%)    | 0 (0,0%)    |
| Азијати           | 0 (0,0%)    | 0 (0,0%)    |
| Хиспаноамериканци | 2 (1,5%)    | 2 (1,9%)    |
| Укупно            | 130         | 107         |